# Eugen Einman
Eugen Einman, gebürtig Eugen Einmann (* 23. Septemberjul. / 6. Oktober 1905greg. in Reval, Gouvernement Estland; † 12. September 1963 in Tallinn, Estnische SSR) war ein estnischer Fußball- und Bandyspieler.  

## Karriere und Leben
Im Jahr 1918 verließ Einman die Grundschule in Reval. Während dieser Zeit spielte er bereits Fußball mit seinen Freunden Eduard Ellman-Eelma und Eduard Maurer. Ab 1923 spielte er beim SK Tallinna Sport und Tallinna JK und wurde sechsmal Estnischer Meister. Für die estnische Fußballnationalmannschaft spielte Einman von 1923 bis 1935. Er verpasste zwischen dem 14. September 1924 und dem 17. August 1932 kein Fußballländerspiel Estlands und bestritt somit 45 Länderspiele am Stück, was bis dato estnischer Rekord ist. Als erster estnischer Fußballer in der Geschichte kam er auf 50 Länderspieleinsätze. Nach Evald Tipner war Einmann der Spieler mit den zweitmeisten Einsätzen vor dem Zweiten Weltkrieg. Im Jahr 1924 nahm Einman mit Estland bei den Olympischen Sommerspielen in Paris teil. Dort kam er allerdings nicht zum Einsatz. Mit der Nationalelf nahm er insgesamt sechsmal am Baltic Cup teil (1928, 1929, 1930, 1931, 1933, 1935). In den Jahren 1929 und 1931 gewann er jeweils mit der Mannschaft den Titel. 1929 wurde er zudem Torschützenkönig. Er übte zudem die Sportarten Boxen und Ringen aus.
Im Jahr 2015 erschien eine Biographie im Grenader Verlag. (Grenader kirjastus)
Eugen Einman starb 1963 im Alter von 57 Jahren in Tallinn. Er ist auf dem Friedhof im Stadtbezirk Juhkentali beerdigt.

## Erfolge
mit dem SK Tallinna Sport:
- Estnischer Fußballmeister (5): 1925, 1927, 1929, 1932, 1933

mit dem Tallinna JK:
- Estnischer Fußballmeister (1): 1928

mit Estland: 
- Baltic Cup (2): 1929, 1931

Individuell:
- Torschützenkönig (1): Baltic Cup 1929

Im Bandy:
- 4-mal Estnischer Meister: 1930, 1931, 1932, 1935